# Sendero de la costa de Gales

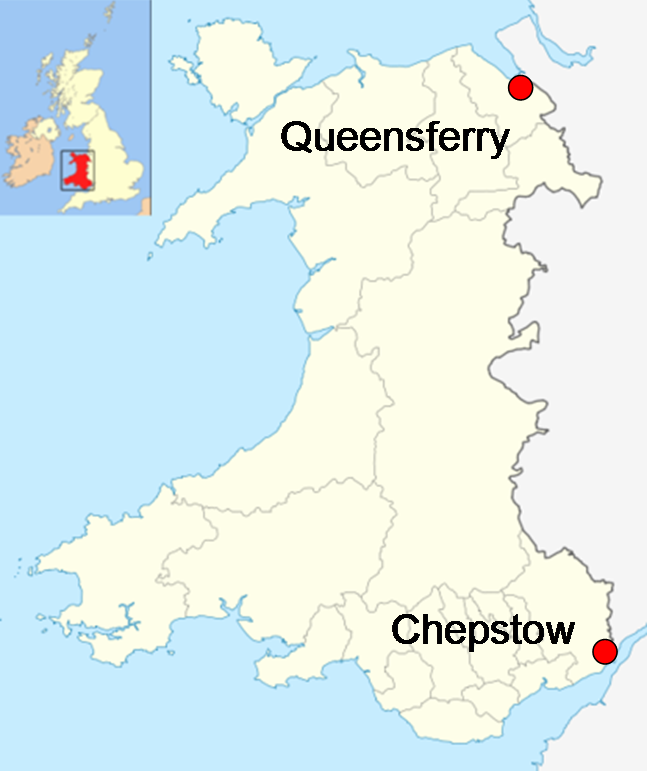
Inicio y fin del sendero de la costa de Gales

El sendero de la costa de Gales (en galés: Llwybr Arfordir Cymru) es un sendero de Gran Recorrido que sigue toda la costa de Gales, en el Reino Unido. Abrió sus puertas el 5 de mayo de 2012, y ofrece unos 1400 km) de ruta a pie desde Chepstow en el sur hasta Queensferry en el norte. Gales es la primera nación en el mundo que ofrece un sendero a través de toda su costa. El camino discurre por once reservas naturales nacionales y otras reservas naturales como los gestionados por The Wildlife Trusts o la Royal Society for the Protection of Birds (RSPB) Lonely Planet dispone a la costa de Gales en el top 10 de regiones para el año 2012.

## Características

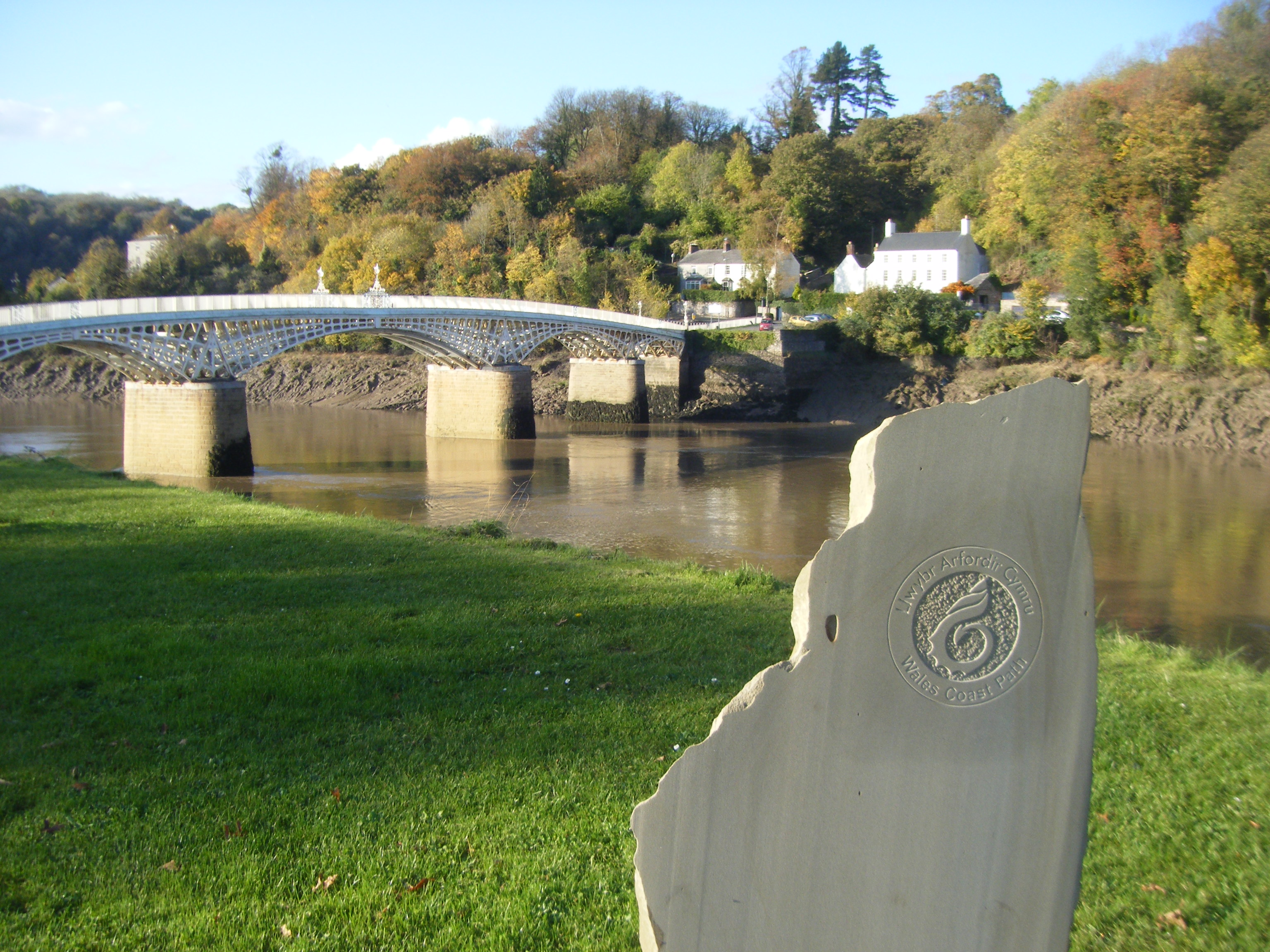
Chepstow

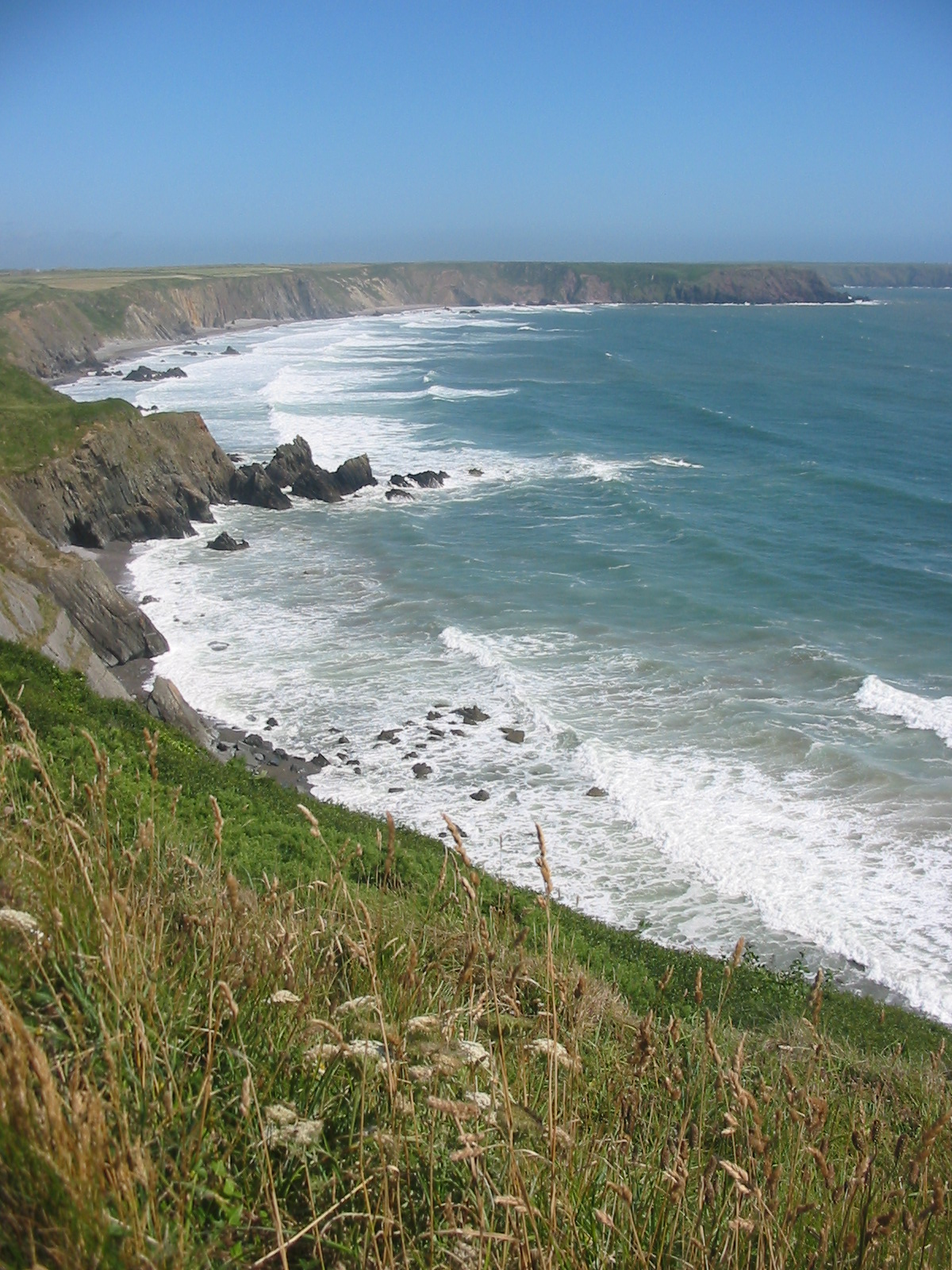
Península Marloes en la costa de Pembrokeshire

El sendero de la costa de Gales fue inaugurado el 5 de mayo de 2012 como el primer sendero costero del mundo en cubrir toda una nación. Desde su inicio se sigue toda la costa galesa de Chepstow en el sur hasta Queensferry en el norte. Muchas partes ya tenían caminos establecidos como el Camino del Norte de Gales, la ruta costera de Anglesey y el Sendero de Llŷn. El sendero de Pembrokeshire ya estaba designado como un sendero nacional, y en 2011 fue elegido por la revista National Geographic como el segundo mejor destino costero en el mundo.
El camino discurre través de 1400 kilómetros de la paisajística costa, desde la desembocadura del río Dee, a lo largo de la costa norte de Gales, con sus pueblos costeros, sobre el estrecho de Menai en la isla de Anglesey, desde la península de Llyn por la bahía de Cardigan, a través del único parque nacional costero de Gran Bretaña en Pembrokeshire, a lo largo de kilómetros de tierra, a través de Gower, por el paseo marítimo de la bahía de Cardiff y Cardiff, la capital de Gales, en la zona del mercado de Chepstow.
Toda la ruta es accesible para senderistas y, cuando es adecuado, algunas secciones pueden ser utilizadas por ciclistas, familias con carritos de bebé, personas con movilidad reducida o jinetes.
La responsabilidad general de establecer la ruta de acceso se alcanzó con el Consejo de Campo de Gales (ahora Recursos Naturales de Gales), pero la gestión sobre el terreno corresponde a las 15 áreas del gobierno local que atraviesa. Cinco senderos señalizados como de larga distancia en la costa ya estaban establecidos en Pembrokeshire, Anglesey , Gwynedd , Ceredigion y la costa norte de Gales. Estos formaron la base para cinco de las ocho áreas geográficas que ahora conforman la ruta. Las tres áreas restantes se componen de los condados individuales, combinados y ciudades de los condados costeros.

## Secciones del sendero
| Ubicación de la sección que compone el sendero (de norte a sur) | Fecha de apertura | Mapa |
| --------------------------------------------------------------- | ----------------- | ---- |
| Costa del norte de Gales y Dee Estuary.                         | 1997              |      |
| Isla de Anglesey.                                               | 2006              |      |
| Menai, Llŷn y Meirionnydd                                       | 2006              |      |
| Ceredigion                                                      | 2008              |      |
| Pembrokeshire                                                   | 1970              |      |
| Carmarthenshire                                                 |                   |      |
| Gower y Swansea Bay                                             | 2012              |      |
| South Wales Coast y Severn Estuary                              | 2012              |      |

## Galería
| - Faro Strumble Head - Sendero de Pembrokeshire - Sendero de Pembrokeshire entre Pwllgwaelod y Fishguard - Playa de Mwnt - Playa Newborough and isla Llanddwyn |